# Manihāri
Manihāri är en ort i Indien.   Den ligger i distriktet Katihar och delstaten Bihar, i den östra delen av landet, 1 100 km öster om huvudstaden New Delhi. Manihāri ligger 37 meter över havet och antalet invånare är 23 731.
Terrängen runt Manihāri är mycket platt. Runt Manihāri är det tätbefolkat, med 570 invånare per kvadratkilometer. Närmaste större samhälle är Sahibganj, 10,6 km söder om Manihāri. Trakten runt Manihāri består till största delen av jordbruksmark.